# Servizio delle attività informative della Confederazione
Il Servizio delle attività informative della Confederazione (ted. Nachrichtendienst des Bundes, NDB; fr. Services de renseignement de la Confédération, SRC) o Servizio informazioni civile - SIC, è l'organizzazione della Confederazione svizzera che si occupa dell'analisi e della ricerca di informazioni sensibili (politiche, economiche, strategiche). Il servizio è nato il 1º gennaio 2010 in seguito alla fusione fra il Servizio di analisi e prevenzione (SAP, ted. Dienst für Analyse und Prävention, fr. Services d'analyse et prévention) e il Servizio di informazioni strategico (SIS, ted. Strategische Nachrichtendienst, fr. Services de renseignement stratégique) ed è sottoposto al Dipartimento federale della difesa, attualmente diretto da Viola Amherd.

## Storia

### Gli inizi

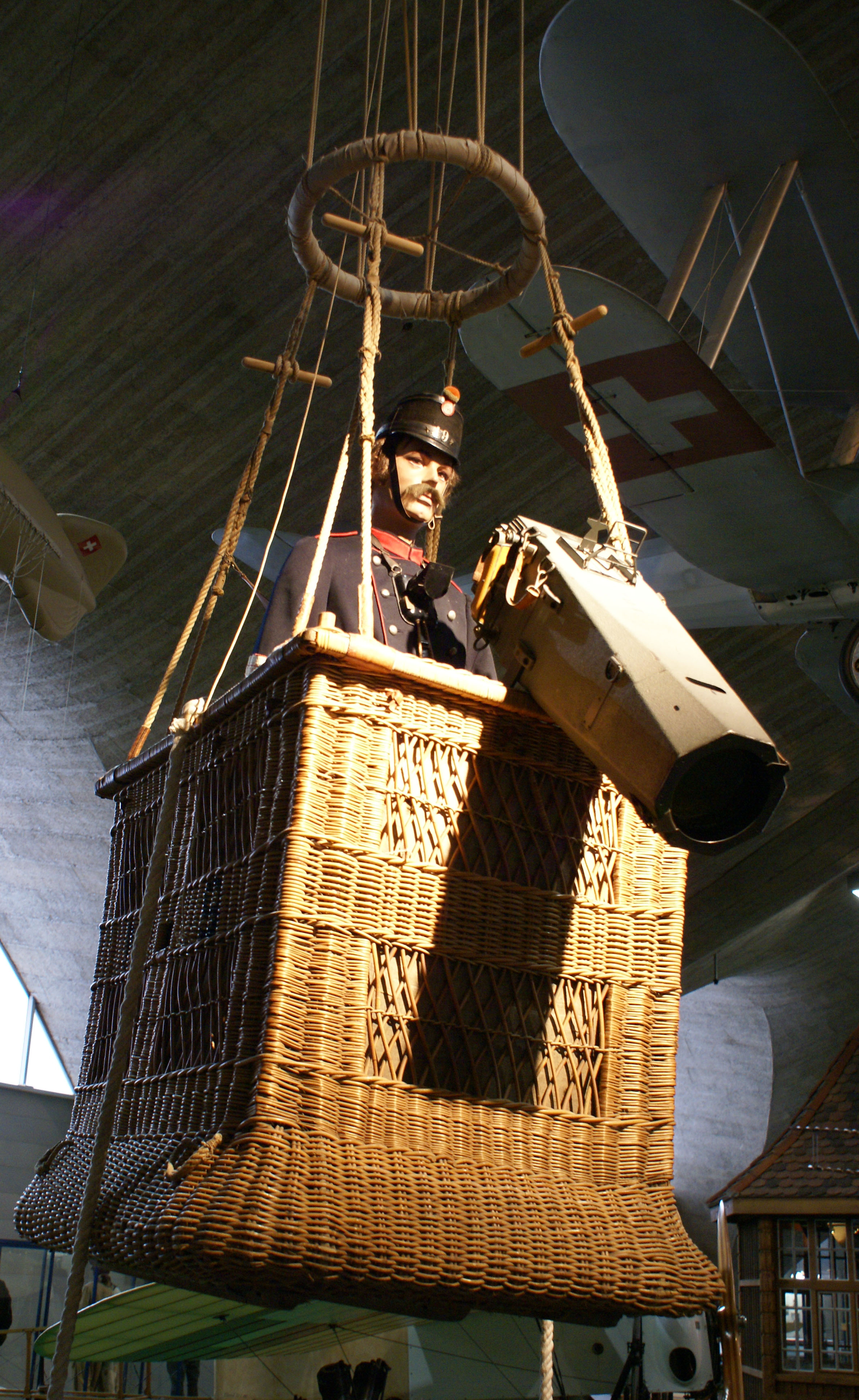
Ricostruzione (al Museo dell'aviazione di Dübendorf) di un pallone aerostatico da osservazione utilizzato dall'Esercito svizzero durante la prima guerra mondiale.

Prima della nascita dello Stato federale moderno nel 1848, della raccolta delle informazioni sensibili si occupavano i singoli cantoni, appoggiandosi ai propri cittadini che soggiornavano all'estero, dove spesso lavoravano negli eserciti europei come mercenari. Le milizie cantonali compivano sporadiche osservazioni all'estero (avvalendosi in alcune occasioni di palloni aerostatici) oppure interrogavano gli stranieri che arrivavano in Svizzera (profughi o disertori). In alcuni casi i cantoni stipendiavano degli agenti permanenti incaricati di raccogliere informazioni sulle attività militari dei Paesi vicini e che riferivano poi alle autorità militari del cantone. Nel 1847, in occasione della formazione di un esercito federale per la Guerra del Sonderbund, la Guida per lo stato maggiore generale prescrisse la formazione di un servizio di raccolta informazioni, stanziando conseguentemente un credito per la retribuzione degli agenti e stabilendo un registro delle informazioni raccolte. Parallelamente, a partire dal 1848, il Consiglio federale istituì un servizio per la raccolta delle informazioni provenienti dai funzionari delle Ferrovie federali, delle Poste, delle Dogane e – non di rado – dai diplomatici elvetici distaccati all'estero. Le informazioni del Consiglio federale venivano in alcuni casi condivise con il servizio informazioni dello Stato maggiore dell'esercito, poiché questo disponeva di mezzi estremamente limitati. Per la raccolta di informazioni sensibili, l'esercito continuava a fare affidamento sugli ufficiali svizzeri che soggiornavano all'estero a titolo privato o seguivano oltre frontiera corsi di perfezionamento.

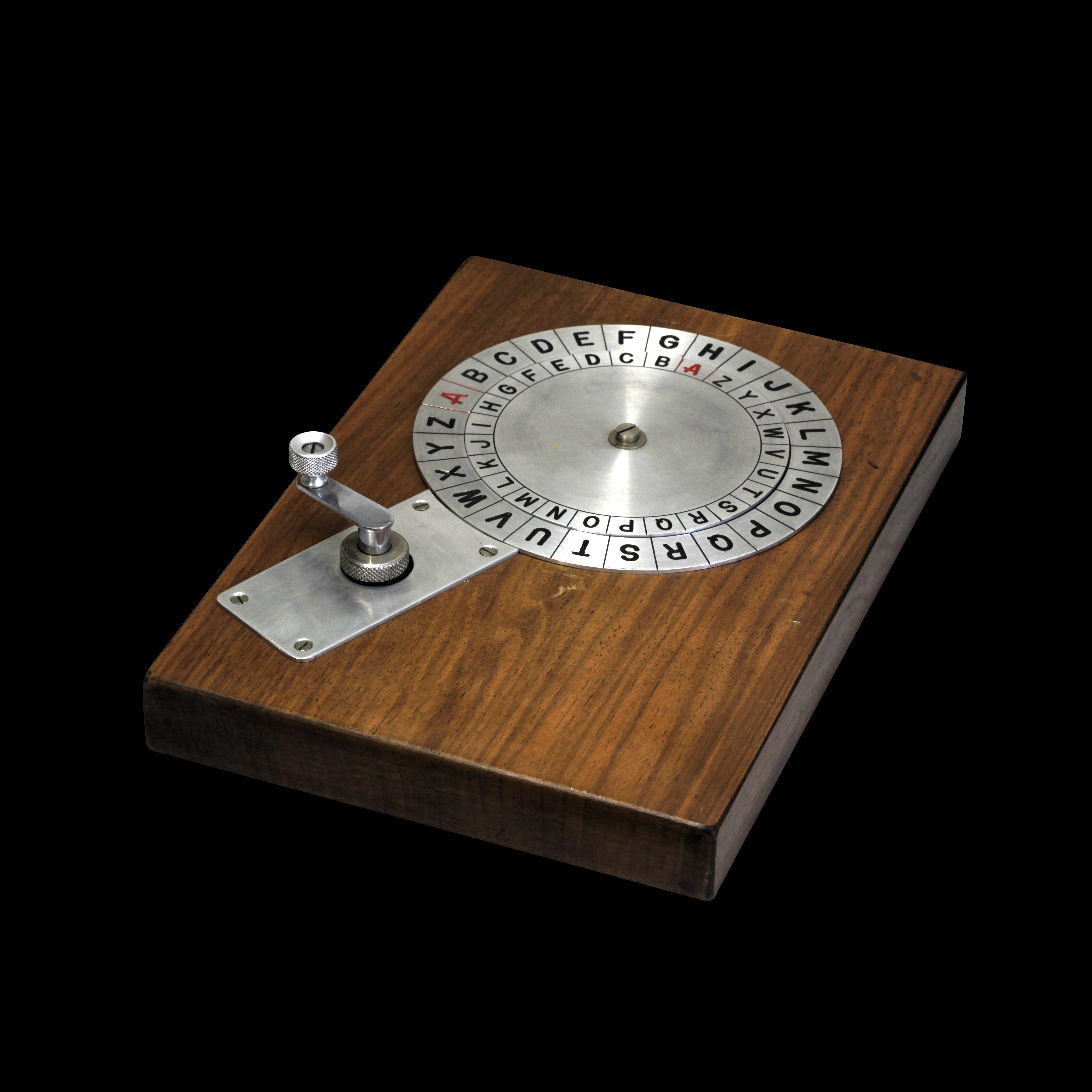
Cifrario utilizzato per le comunicazioni interne all'esercito svizzero ai primi del Novecento.

Se durante la Guerra franco-prussiana la principale preoccupazione elvetica era di natura esclusivamente militare (evitare un eventuale sconfinamento in territorio svizzero delle truppe francesi sconfitte), la prima guerra mondiale richiese un maggior impegno dei servizi di informazione elvetici. La Svizzera temeva infatti – dopo l'occupazione tedesca del neutrale Belgio – un'invasione sia da parte dell'Intesa sia da parte degli Imperi centrali. I Servizi furono quindi indirizzati a ricercare informazioni utili a prevenire un attacco contro la Confederazione. Nel gennaio 1916, tuttavia, il Servizio di informazioni dello stato maggiore generale subì un forte ridimensionamento in seguito all'Affare dei colonnelli, quando due alti ufficiali elvetici (Friedrich Moritz von Wattenwyl e Karl Egli) vennero sorpresi a rilasciare ai militari tedeschi e austro-ungarici importanti informazioni sulle operazioni militari dei belligeranti contenute nel Bollettino dello Stato maggiore. Terminato il conflitto, i mezzi a disposizione del Servizio vennero ulteriormente ridotti.

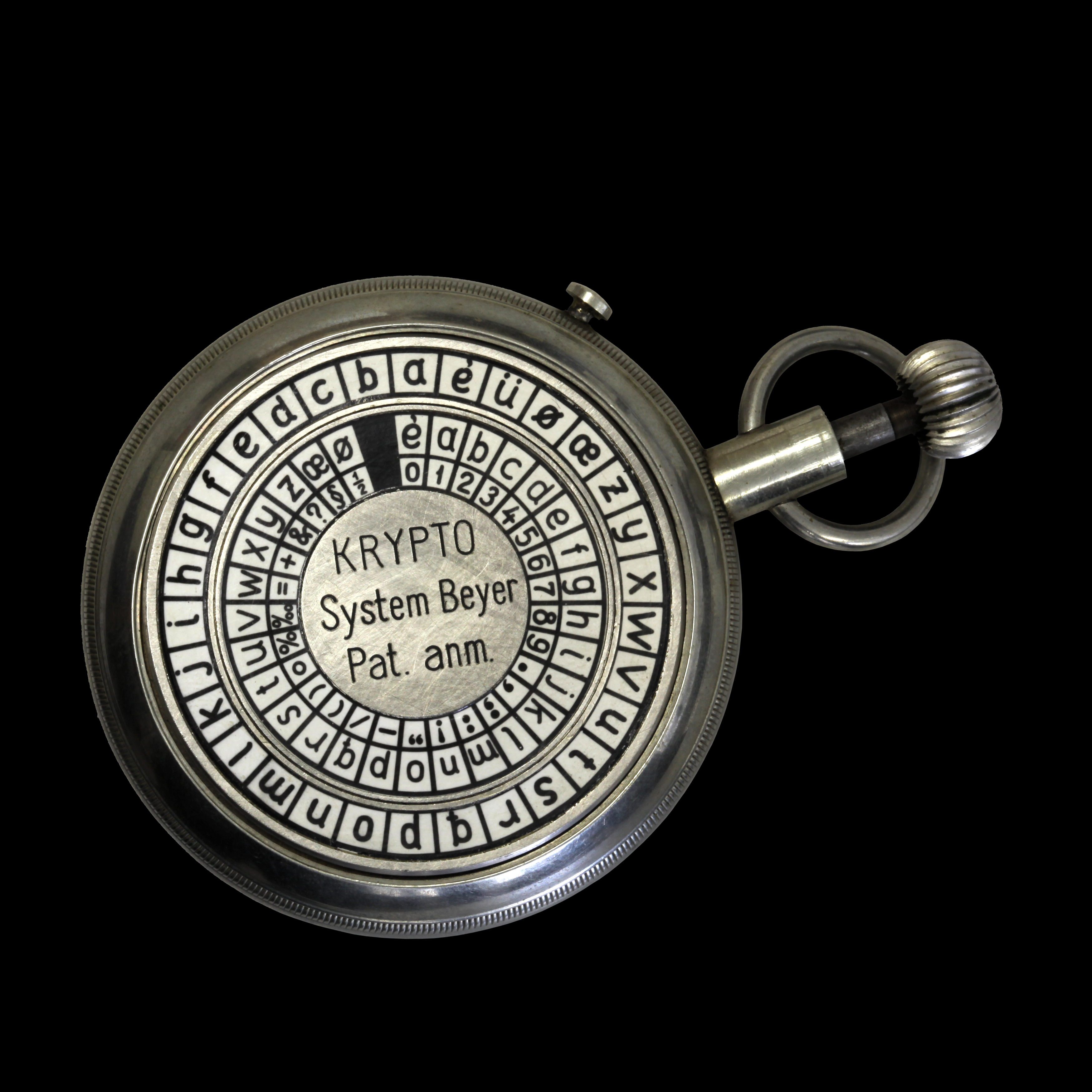
Disco cifrante a forma di cipolla della Crypto System Beyer.

Dagli anni 1920 i Servizi (denominati Sezione 5 dello Stato maggiore generale) erano guidati da alti ufficiali formatisi all'École supérieure de guerre di Parigi: Gustave Combe (1921), Charles Dubois (1925) e Roger Masson (1936). In concomitanza con l'ascesa dei nazionalismi in Italia e Germania, ma in contrasto con il ridimensionamento dei Servizi di informazione deciso dal Consiglio federale e con un diffuso antimilitarismo, privatamente nacque la rete di informatori facente capo al pubblicista appenzellese Hans Hausamann. A partire dagli anni 1930 Hausamann creò un servizio stampa e una rete di agenti basata a Teufen (AR), che a partire dal 1935 mise a disposizione dell'esercito. Nel 1940 la rete creata da Hausamann (Büro Ha) venne integrata nel Servizio informazioni dell'esercito (mantenendo comunque la sua autonomia) e la sede venne trasferita nei pressi di Lucerna. Il Servizio di Hausamann non si limitò ai contatti con il MI6 e il GRU e alla raccolta delle informazioni, ma procedette all'analisi dei dati raccolti. Soprattutto non raccolse unicamente informazioni di carattere militare, ma estese il proprio raggio d'azione a notizie economiche e politiche esplorando i rapporti fra i comparti economici, quelli politici e quelli militari dei Paesi belligeranti.

### La Seconda guerra mondiale

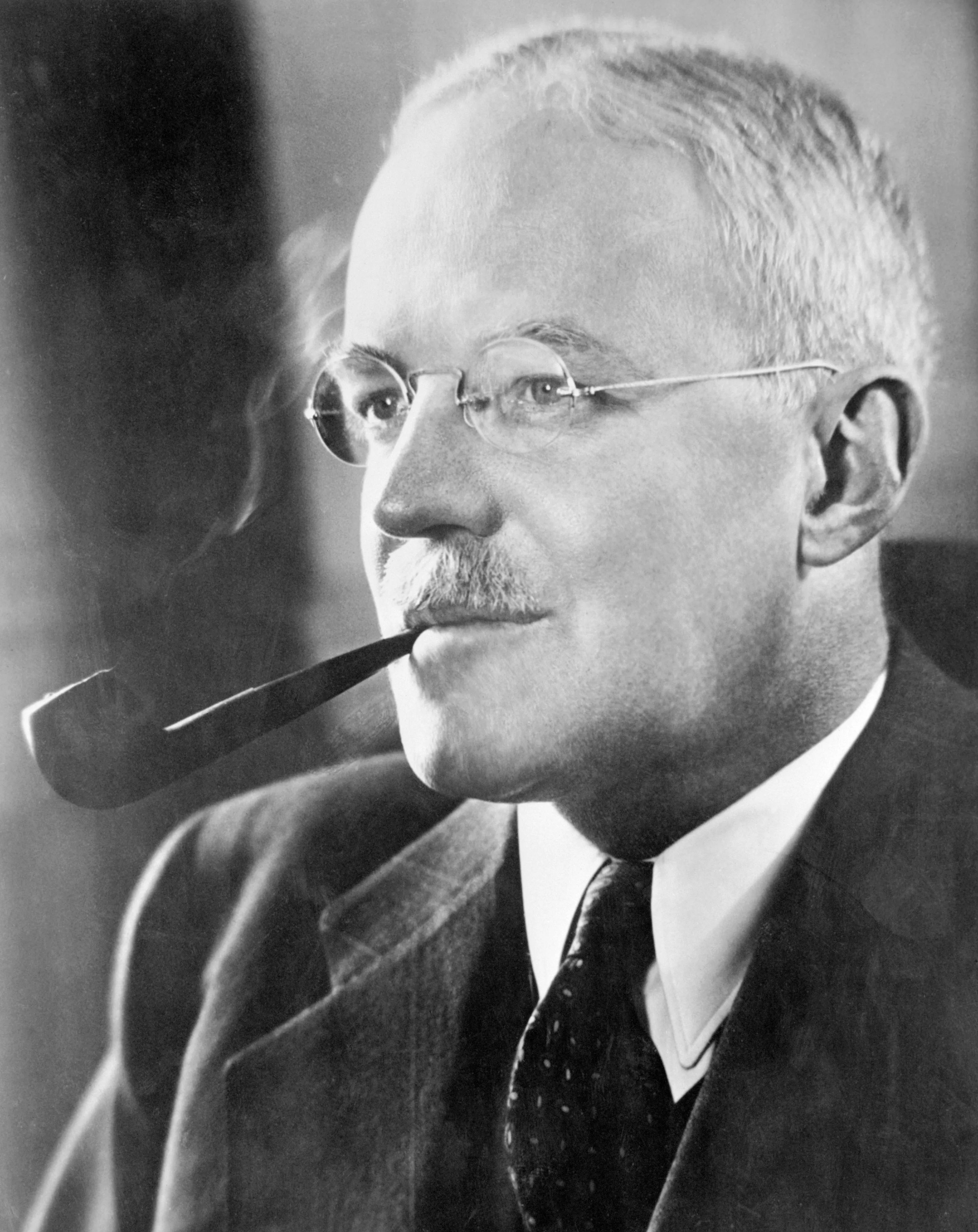
Allen Welsh Dulles diresse da Berna (dove la sua copertura era di assistente dell'ambasciatore americano) le attività dell'OSS in Europa, prima di divenire nel 1953 il primo direttore della CIA.

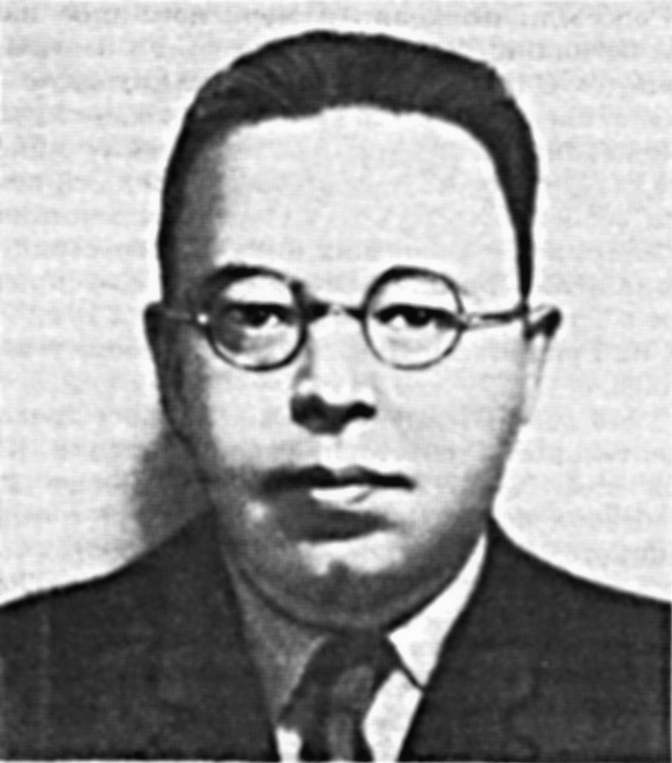
Alexander Rado, ungherese, nel 1939 si stabilì a Ginevra da dove inviò in Unione Sovietica informazioni sulle manovre militari tedesche. Come copertura dirigeva la società di cartografia Geopress.

Durante la seconda guerra mondiale la Confederazione divenne una piattaforma privilegiata per lo scambio delle informazioni militari. Le attività dei servizi di informazione dei Paesi dell’Asse (Abwehr, SD e SIM) erano rivolte contro i servizi segreti Alleati attivi sul territorio elvetico e contro la stessa Svizzera. Accanto alla rete di spionaggio americana (in Svizzera guidata da Allen Dulles, futuro direttore della CIA) e sovietica (Alexander Rado e Rudolf Roessler), operava soprattutto il MI6 britannico, cui andavano – come durante la Prima guerra mondiale – i favori dell'opinione pubblica svizzera. I timori suscitati dalle spinte pangermaniste del Terzo Reich (Anschluss dell'Austria), così come la guerra nel Mare del Nord (→ Operazione Weserübung) e la disfatta francese (che avevano travolto ancora una volta Paesi neutrali: Danimarca, Norvegia, Paesi Bassi, Belgio e Lussemburgo) spinsero la Confederazione a dedicare maggiori energie ai Servizi. Gli uomini a disposizione della Sezione 5 crebbero così dai dieci del 1939 ai 120 del 1945 e il budget crebbe da 47.942 franchi (1939) a 748.382 (1944), moltiplicandosi per quindici. Della ricostruzione del servizio informativo si occupava dal 1936 Roger Masson che guiderà i servizi sino al 1946. Masson (colonnello e brigadiere dell'esercito, caporedattore della Revue militaire suisse e docente al Politecnico federale di Zurigo) autorizzò collaborazioni fra i servizi svizzeri e quelli degli Alleati (principalmente con l'OSS e il MI6) sia per motivi ideali (difesa della democrazia, liberalismo) sia per fini pratici, in particolare per prevedere un'eventuale invasione tedesca o italiana della Svizzera. Quest'ultimo obiettivo fu tuttavia mancato: il grosso delle truppe elvetiche venne infatti smobilitato dopo il crollo della Francia, proprio mentre la Germania approfondiva i piani per un'aggressione (→ Operazione Tannenbaum). A partire dal 1942 il servizio informazioni allacciò contatti anche con il generale delle Schutzstaffel Walter Schellenberg e l'anno successivo Masson organizzò due incontri fra quest'ultimo e il comandante in capo dell'esercito svizzero, il generale Henri Guisan, nella convinzione che Schellenberg detenesse informazioni necessarie alla sicurezza svizzera (all'epoca era infatti a capo del Sicherheitsdienst, concorrente diretto dell'Abwehr). A causa di questi contatti, nel 1945 il giudice federale Louis Couchepin avviò un'inchiesta amministrativa contro Masson (che tuttavia si concluse con la sua assoluzione). Parallelamente al servizio informazioni, sul piano interno, si organizzò il controspionaggio dominato dal Ministero pubblico della Confederazione (creato 1889) cui si sovrappose a partire dal 1935 la Polizia federale, agendo spesso in concorrenza con il servizio informativo.

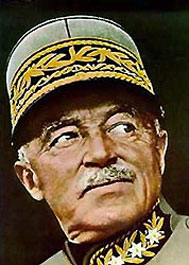
Henri Guisan venne eletto generale il 30 agosto 1939 dall'Assemblea federale. La sua determinazione a resistere alle Potenze dell'Asse ne fece un'icona dell'indipendenza svizzera.

Per tutta la durata del conflitto la Sezione 5 andò rafforzandosi; nel 1939 essa era divisa in due entità distinte: da una parte gli organi votati alla raccolta delle informazioni, dall'altra quelli che si dedicavano al loro trattamento e alla loro diffusione. La prima parte comprendeva la centrale operativa, le stazioni di raccolta delle informazioni ripartite per fronti di guerra (nord, sud e ovest), gli agenti e gli ufficiali svizzeri attivi nei paesi vicini. La seconda parte era costituita da un ufficio per ciascun Paese confinante con la Svizzera (Reich, Francia e Italia), uno per gli altri Paesi, uno per gli studi specifici, un ufficio di cartografia e la direzione del Servizio (Roger Masson). L'Ufficio F si occupava di raccogliere informazioni sulla Francia e sul Belgio ed era diretto da Bernard Cuénoud. Dopo l'occupazione tedesca di Parigi, l'ufficio venne riformato e costituita al suo posto la Sezione Alleati. Per la raccolta delle informazioni si avvaleva principalmente di ex agenti francesi. L′Ufficio I sorvegliava da Lugano lo sviluppo della situazione politica italiana, avvalendosi delle informazioni dei profughi e tessendo contatti con le formazioni partigiane. L′Ufficio D era concentrato sulla situazione tedesca: guidato da Alfred Ernst, raccoglieva informazioni provenienti da tutta Europa e lavorava a stretto contatto con il Büro Ha di Hausamann e con la centrale operativa (ted. Nachrichtensammelstelle 1). Quest'ultima era guidata da Max Waibel e raccoglieva tutte le informazioni riguardanti le forze dell'Asse. Disponeva inoltre di nove centrali esterne, distribuite su tutto il territorio nazionale: Basilea (guidata da Emil Häberli), Zurigo (Wilhelm Moser e successivamente Willy Häne), Sciaffusa (Hermann Strauss), Frauenfeld (Ernst Haudenschild), San Gallo (Konrad Lienert), Lugano (Guido Bustelli), Samedan (Gartmann), Briga (Bammatter) e Berna (Fritz Keller).

### La Guerra fredda
Pur mantenendo la sua neutralità, al termine della seconda guerra mondiale, con agli Accordi di Washington (25 maggio 1946), la Svizzera si trovò a stringere relazioni privilegiate con il blocco occidentale. Per i Servizi di informazione elvetici il successivo cinquantennio fu segnato dalla Guerra fredda e dall'anticomunismo.

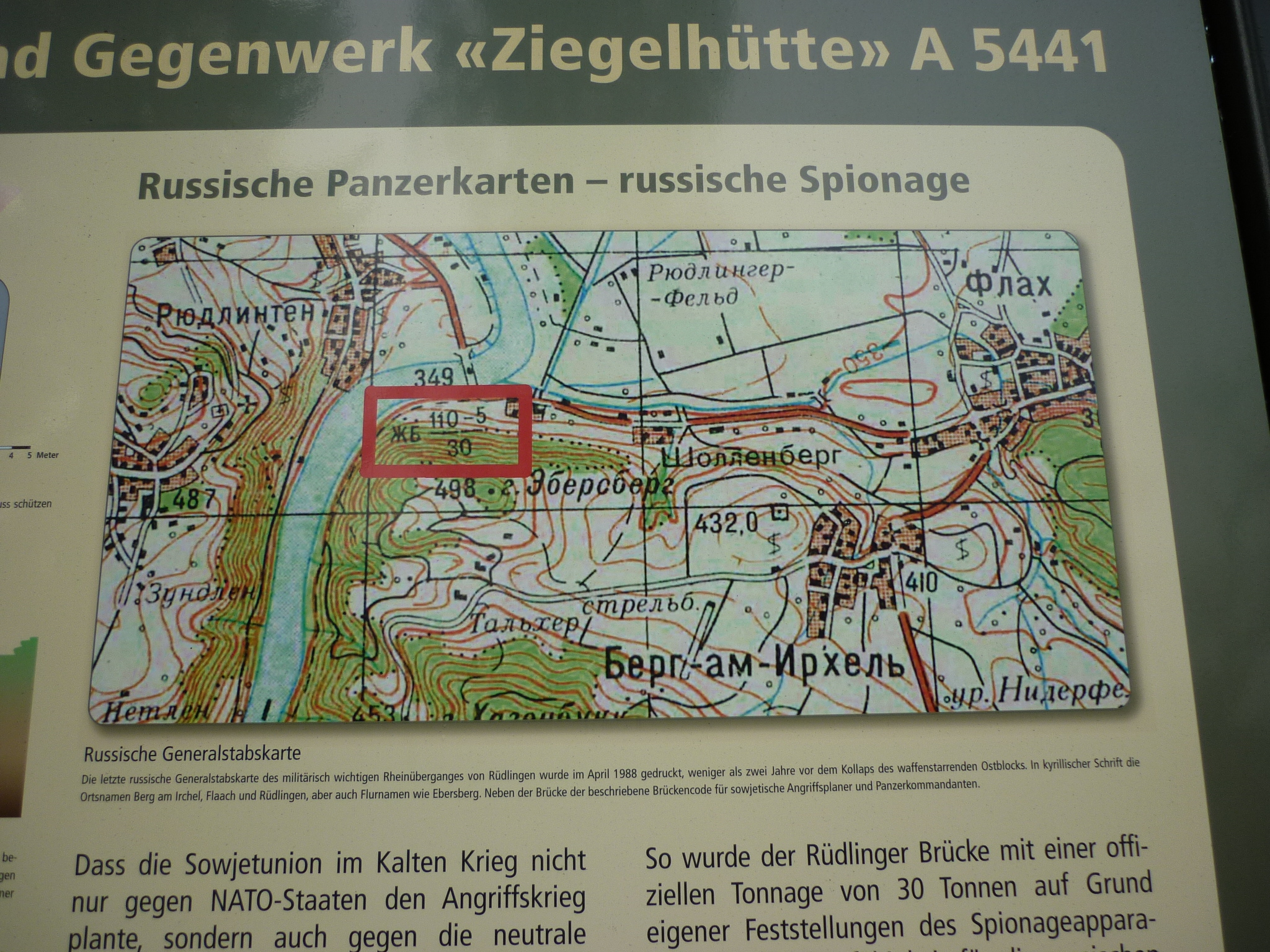
Riproduzione di una carta militare sovietica della Svizzera (1988) in cui è indicata (nel riquadro rosso) la portata dei ponti, per permettere l'eventuale passaggio di carri armati.

Anche l'esercito di milizia assunse sempre maggiore importanza (“Difesa integrata”). Nel 1969 – su proposta dello stato maggiore generale – venne istituita la Conferenza di situazione (ted. Lagekonferenz, fr. Conférence de situation) con lo scopo di confrontare e analizzare le informazioni provenienti dai diversi dipartimenti federali. Contemporaneamente – per evitare concorrenza fra Servizi di informazioni e controspionaggio – il Consiglio federale nominò il capo della Polizia federale anche capo dello stato maggiore federale e nel 1971 l'alta sorveglianza di quello che erano divenuti i servizi di controspionaggio venne attribuita al Procuratore generale della Confederazione. Nel 1975 la Conferenza di situazione fu assorbita dallo stato maggiore speciale del Consiglio federale e nel 1977, all'interno del Dipartimento federale della difesa, venne istituito un servizio per la raccolta di informazioni particolarmente sensibili, diretto dal colonnello Albert Bachmann. Due anni dopo (19 novembre 1979) un agente svizzero (Kurt Schilling) venne scoperto e identificato in Austria. Il caso – che rischiò di compromettere le buone relazioni fra Berna e Vienna – portò all'istituzione di una commissione in seno al Consiglio Nazionale che suggerì la trasformazione del Servizio informazioni in un'organizzazione privata, denominato P-27 (“Projekt 27”), attiva per tutti gli anni '80. Nel 1990 vennero sollevati dubbi sulla consistenza delle basi legali del P-27 e sulla sua natura formalmente privata; lo stesso anno una commissione d'inchiesta del Consiglio Nazionale decise per il suo scioglimento, al suo posto si costituì – nel 2001 – il Servizio di analisi e prevenzione (SAP, ted.  Dienst für Analyse und Prävention, fr. Services d'analyse et prévention) sottoposto al Dipartimento federale di giustizia e polizia.

### Il XXI secolo
La dissoluzione dell'Unione Sovietica nel 1991 ha cambiato totalmente lo scenario internazionale: se nei primi anni '90 si sono registrati ancora numerosi casi di spionaggio in Svizzera da parte dei Servizi di informazione russi, le minacce alla Svizzera sembrano ora provenire da organizzazioni criminali o terroristiche (la cui visibilità è enormemente aumentata dopo gli attentati agli Stati Uniti nel 2001). Con il nuovo millennio si è inoltre intensificata la cooperazione della Svizzera con gli altri Paesi nel campo dell'informazione strategica e ha riacquistato importanza anche l'attività del Club di Berna. Questo gruppo di lavoro, nato nel 1971 per contrastare soprattutto i gruppi eversivi di estrema sinistra europei (Rote Armee Fraktion, Action directe e Brigate Rosse), riuniva nella capitale federale i direttori dei Servizi di intelligence e di sicurezza di Austria, Francia, Germania, Italia e Svizzera e si è successivamente allargato a tutti i membri dell'Unione Europea e alla Norvegia (UE+AELS). Soprattutto dopo gli attentati di Madrid, il Club si è posto come il principale interlocutore e informatore della politica di sicurezza dell'Unione Europea. La Confederazione ha così rivisto il proprio Servizio per la raccolta di informazioni. Nel 2000 il Consiglio federale ha scorporato il Servizio di informazioni strategico (SIS, ted. Strategische Nachrichtendienst, fr. Services de renseignement stratégique) dallo stato maggiore generale e lo ha trasformato in un'organizzazione a sé, sempre sottoposta al Dipartimento federale della Difesa. Il SIS si occupa della raccolta delle informazioni sensibili utilizzabili in ambito civile. Funge inoltre da anello di congiunzione tra i due servizi di informazione militari (quello dell'esercito e quello delle forze aeree, rimasti entrambi all'interno dello stato maggiore generale) e il Servizio di analisi e prevenzione (SAP). Il 1º gennaio 2010 anche il SAP è stato integrato del Dipartimento federale della Difesa e riunito al SIS: da allora – congiuntamente – formano il Servizio delle attività informative della Confederazione, o - più semplicemente - Servizio informazioni civile, SIC (ted. Nachrichtendienst des Bundes, NDB; fr. Services de renseignement de la Confédération, SRC), guidato dal politologo Markus Seiler.

## Compiti e obiettivi

### Lotta alla proliferazione

La Svizzera ha ratificato tutti i trattati internazionali contro la proliferazione: sulle armi nucleari (1976), sulle armi chimiche (1995) e sulle armi biologiche (1997).

La principale sfida del SIC è rappresentata dalla lotta alla proliferazione: la diffusione verso i Paesi a rischio (Stati che contestano l'ordine internazionale violando i trattati di non proliferazione) di armi nucleari, chimiche e biologiche, dei relativi vettori (missili balistici e droni) e dei beni a duplice impiego (singole componenti meccaniche utilizzabili anche a scopi bellici). Nell'ambito della proliferazione i soggetti più a rischio sono le imprese elvetiche attive nella meccanica di precisione, le scuole universitarie e gli istituti di ricerca. Spesso è qui che i Paesi a rischio o le organizzazioni terroristiche cercano di acquisire le tecnologie o le componenti meccaniche necessarie. In questo ambito il SIC, in collaborazione con il Segretariato di Stato dell'economia (SECO), assiste le imprese e gli istituti di ricerca fornendo loro le informazioni necessarie sugli acquirenti stranieri. Tra il 2008 e il 2009 è stata così scoperta una società pachistana (controllata dal governo) interessata ad acquisire in Svizzera una fresatrice, utilizzabile nell'ambito del programma missilistico pachistano: le attività della società pachistana sono state bloccate. Nel giugno 2009 è stata invece identificata un'impresa siriana, scoperta nel tentativo di acquistare una centrifuga a spinta da utilizzare in un laboratorio governativo dedito alla messa a punto del sistema missilistico siriano: l'acquisto è stato sospeso. Nel 2004, invece, un'impresa elvetica ha venduto componenti sensibili ad una società che agiva per conto del governo iraniano: nonostante gli avvertimenti del SIS e del SAP, l'impresa ha proceduto alla transazione. Nel 2009 è stata perciò condannata dal Tribunale penale federale. A partire dal 2004 il SIS ha lanciato il programma Prophylax, volto a sensibilizzare i centri di ricerca e le imprese attive nei settori tecnologicamente avanzati e fortemente votate all'export.

### Spionaggio industriale

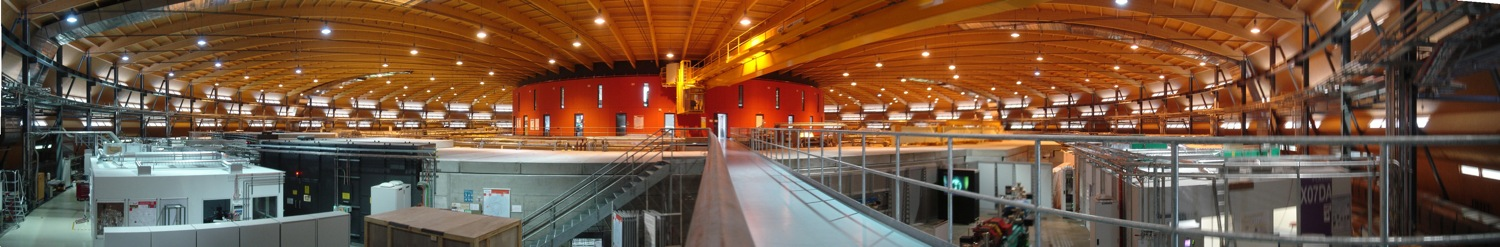
Il Paul Scherrer Institut, laboratorio multidisciplinare nel Canton Argovia: dopo il CERN di Ginevra è il principale centro di ricerca della Svizzera.

Analogamente alla proliferazione, anche lo spionaggio industriale di Paesi terzi coinvolge le imprese elvetiche e il SIC. La Svizzera ha una posizione avanzata in molti settori tecnologici (la spesa nella ricerca e sviluppo – percentualmente al PIL – è tra le più alte al mondo). Il know-how elvetico è perciò ambito sia da altri Paesi sia da organizzazioni di vario genere che desiderano colmare il proprio divario. Lo spionaggio avviene in una prima fase attraverso l'acquisizione di informazioni legalmente accessibili al pubblico (Open Source Intelligence), quindi – una volta individuato il bersaglio – si arriva all'appropriazione delle informazioni con metodi illegali. Questo avviene attraverso l'invio di persone (Human Intelligence) o con l'utilizzo di sistemi informatici (Communication Intelligence e Signal Intelligence). Il SIC è incaricato dalla Confederazione di avvertire le imprese e i centri di ricerca (pubblici e privati) della presenza di vigilanze esterne sospette, agisce in collaborazione con il Dipartimento federale degli affari esteri e con le forze di polizia cantonali.

### Contrasto all'estremismo
Il SIC individua due tipi di estremismi eversivi: quelli di natura interna (gruppi di estrema destra, estrema sinistra, animalisti radicali) e quelli di origini estera (fondamentalismo islamico o estremismo a base nazionale). In questo ambito riveste grande importanza la sorveglianza delle telecomunicazioni. Gli strumenti a disposizione del SIC sono principalmente due: da una parte la sorveglianza della corrispondenza postale e del traffico delle telecomunicazioni attuata dal Centro Servizi Informatici (organo dipendente dal Dipartimento federale di giustizia e polizia) ai sensi della Legge federale sulla sorveglianza (LSCPT); dall'altra il monitoraggio di tutte le comunicazioni attraverso il sistema di intercettazione Onyx. Il numero di persone vicine agli ambienti di estrema destra oscilla attorno 1200 aderenti e circa 600 simpatizzanti, nel 2009 si sono registrati 32 eventi violenti riconducibili a quest'area politica. Circa 2000 gli individui attivi negli ambienti di estrema sinistra, metà dei quali classificati come violenti e coinvolti in 127 azioni contro beni o persone nel 2009. L'estremismo animalista ha fatto parlare di sé dopo il fallito attentato, nel maggio del 2009, a Soletta con una bomba incendiaria. Il SIC mantiene sotto controllo anche alcune organizzazioni nazionaliste straniere presenti in Svizzera e classificate come pericolose dall'Unione europea: il Partito dei Lavoratori del Kurdistan, le Tigri Tamil e specifiche associazioni etno-nazionaliste della Penisola balcanica. Anche l'estremismo islamico è monitorato dal SIC: in questo ambito vengono seguiti e mappati i rapporti fra gli individui attivi in Svizzera e le cellule presenti negli altri Paesi. La Svizzera viene utilizzata principalmente come luogo per acquisire conoscenze scientifiche: nel 2009 è stato infatti arrestato un cittadino francese di origini algerine membro del Gruppo Salafita per la Predicazione e il Combattimento che in Svizzera era collaboratore del CERN e impiegato alla Scuola politecnica federale di Losanna. Il terrorismo jihādista è tuttavia diretto contro altri Paesi musulmani (accusati a vario titolo di sostenere gli occidentali) e contro i Paesi occidentali presenti con proprie truppe nei Paesi musulmani; non si è finora manifestato su suolo elvetico.

### Sicurezza

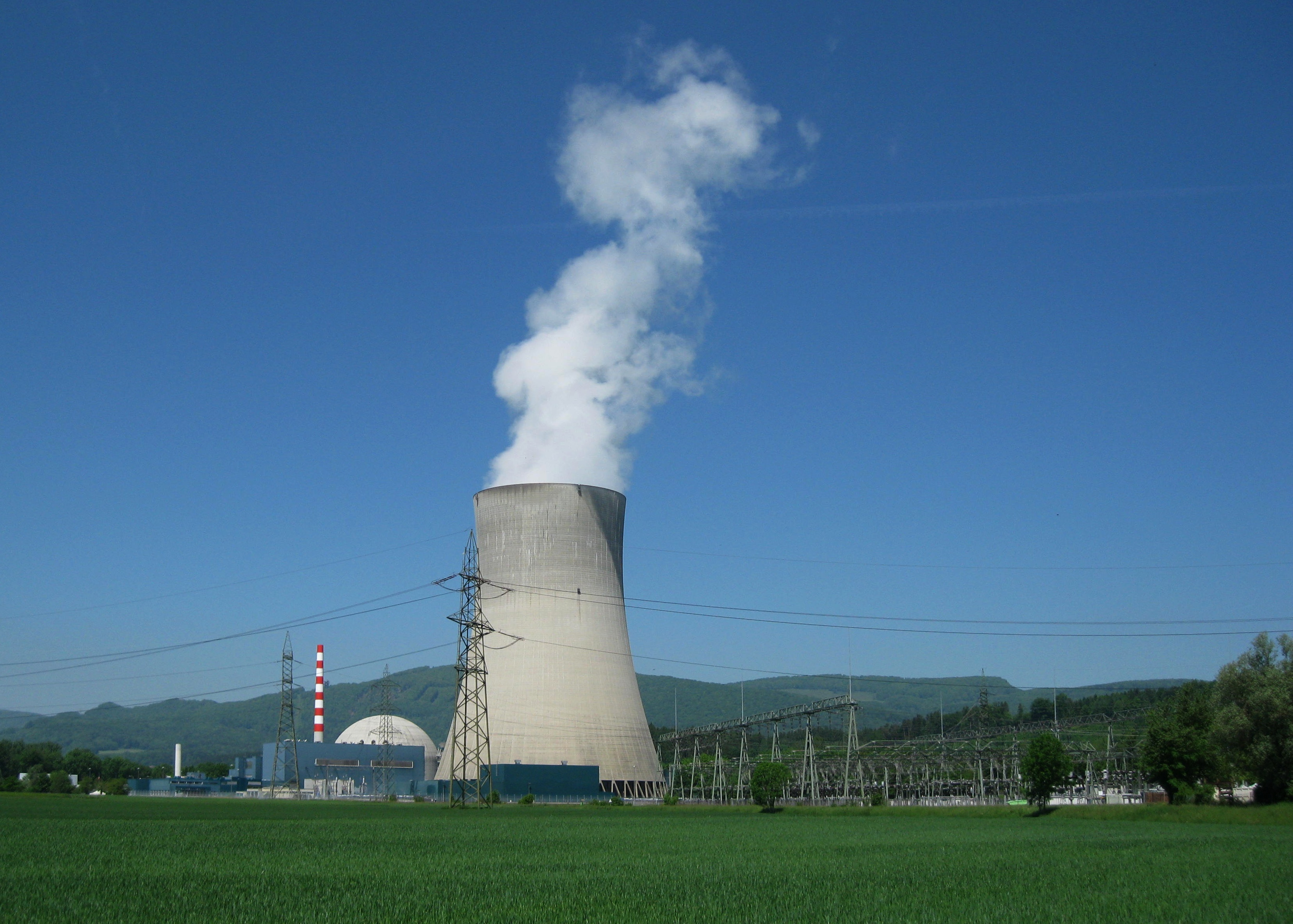
La centrale nucleare di Gösgen, nel Canton Soletta, indicata come possibile bersaglio per attacchi terroristici.

La Svizzera è una democrazia liberale consolidata. Nonostante la sua riconosciuta neutralità, ha compreso che il suo sistema politico è tanto più sicuro, quanto più ha successo la democrazia liberale nei Paesi a lei vicini. Questo impone alla Svizzera, da un lato un certo isolazionismo politico (necessario a preservare la tradizionale neutralità), dall'altro una presa di contatto con i Paesi e gli organismi internazionali che promuovono attivamente il sistema democratico liberale: il Consiglio d'Europa (dal 1963) e il Partenariato per la pace (dal 1996). Se l'isolazionismo politico assicura alla Svizzera la totale indipendenza e il funzionamento integrale della democrazia diretta, lascia d'altra parte solo il Paese durante le crisi internazionali, questo è emerso soprattutto nel 2008, in occasione della crisi diplomatica con la Libia di Gheddafi. Sul piano interno il SIC indica due tipi di bersagli su suolo elvetico: le infrastrutture sensibili (centrali nucleari, dighe, vie di comunicazione) e la rete informatica. Se le infrastrutture sono ben protette,
la rete informatica necessita d'altra parte di continui aggiornamenti. In questo ambito il SIC collabora con l'Agenzia europea per la sicurezza delle reti e dell'informazione (ENISA), il 4 novembre 2010 ha infatti partecipato alla prima esercitazione paneuropea, denominata Cyber Europe 2010, voluta per saggiare la capacità di reazione dei Paesi dell'UE e dell'AELS. Per facilitare la protezione informatica delle imprese e dei singoli cittadini, la Confederazione ha inoltre creato MELANI: una centrale di annuncio e di analisi per la sicurezza dell'informazione.

## Funzionamento

### Struttura
Come altri Paesi europei (Spagna, Paesi Bassi, Lussemburgo e Slovenia), nel 2009 la Svizzera ha unificato i servizi di informazione propriamente detti (il SIS) con il controspionaggio (il SAP). La riunione delle due agenzie sotto un unico dipartimento (quello della Difesa) è divenuta operativa il 1º gennaio 2010, ma SAP e SIS mantengono tuttora strutture distinte. Il Servizio Analisi e Prevenzione - SAP (ex controspionaggio) si compone di uno stato maggiore e di un ufficio di collegamento dai quali dipendono: il Centro federale di situazione, il Servizio estero, il Servizio di analisi, un servizio per il trattamento delle informazioni e un servizio operativo. Quest'ultimo è ulteriormente diviso in quattro sezioni: una prima per la lotta al terrorismo, una seconda per la lotta all'estremismo, una terza per la raccolta delle informazioni e una quarta per il contrasto alla proliferazione. Il Servizio di Informazioni Strategico - SIS si compone di un organo di direzione dal quale dipendono: una sezione di ricerca, una di analisi e una terza di sostegno. Dalla Direzione dipende anche un direttore supplente che sovrintende alla gestione del personale e delle finanze e alla gestione dei rischi. Direttore e direttore supplente fanno affidamento anche su un delegato all'informazione e a collaboratori scientifici. Sino al 2009 il SAP era sottoposto all'Ufficio federale di polizia, a sua volta dipendente dal Dipartimento federale di giustizia e polizia; mentre il SIS dipendeva direttamente dal Dipartimento federale della difesa.

### Basi legali
La base legale per l'istituzione del Servizio delle attività informative della Confederazione è data dalla Legge federale sul servizio informazioni civili (LSIC), votata dall'Assemblea federale (Consiglio nazionale e Consiglio degli Stati riuniti) il 3 ottobre 2008. La legge (RS 121) si compone di dieci articoli:
- Art. 1 Compiti del Servizio informazioni civile
- Art. 2 Organizzazione del Servizio informazioni civile
- Art. 3 Collaborazione e scambio di informazioni tra le unità del Servizio informazioni civile
- Art. 4 Informazioni di altri servizi
- Art. 5 Trattamento dei dati personali
- Art. 6 Trattamento dei dati personali raccolti in virtù della LSIC
- Art. 7 Protezione delle fonti
- Art. 8 Controllo
- Art. 9 Modifica del diritto vigente
- Art. 10 Referendum ed entrata in vigore[82]

Un'ulteriore base legale è data dalla precedente Legge federale sulle misure per la salvaguardia della sicurezza interna (LMSI) votata dall'Assemblea federale il 21 marzo 1997.
L'esplorazione radio – attuata dal sistema di intercettazione Onyx – è invece autorizzata ai sensi dell'Ordinanza concernete la guerra elettronica (OGEL) emessa dal Consiglio federale il 15 ottobre 2003.
L'Ordinanza si compone di 21 articoli e disciplina le modalità di raccolta delle informazioni radio e la loro trasmissione dalla Divisione della guerra elettronica attraverso il Servizio delle attività informative della Confederazione ad eventuali “servizi specializzati esteri” (Art. 3 dell'OGEL). L'alta vigilanza sull'esplorazione radio spetta però alle Camere federali, in particolare alla Delegazione delle Commissioni della Gestione, composta da Consiglieri nazionali e senatori (DCG).

### Vigilanza politica

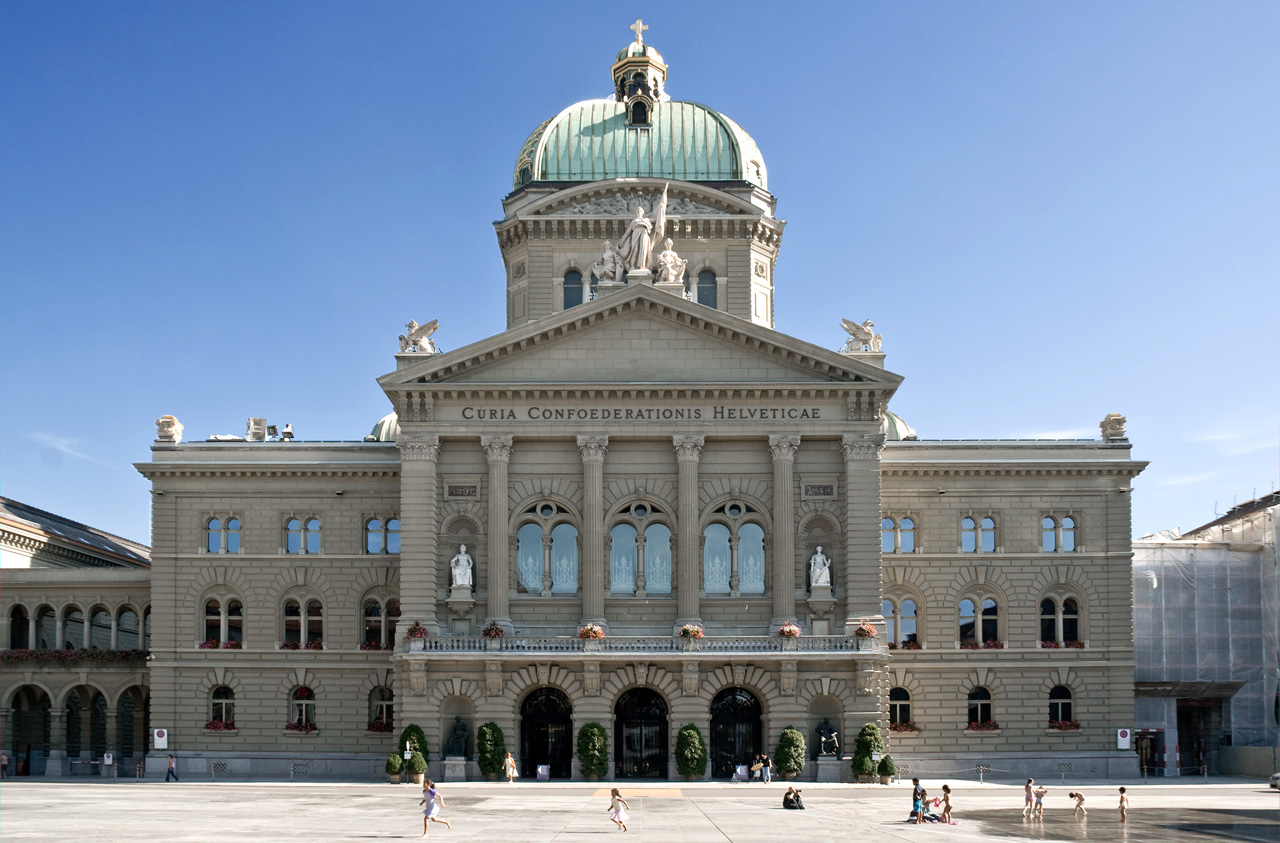
Il Palazzo federale a Berna, sede dei dipartimenti e dell'Assemblea federale.

In uno Stato di diritto il controllo politico sui servizi di informazione è cruciale: il legislatore deve infatti calibrare le esigenze operative della segretezza e della discrezione con quelle democratiche della trasparenza. In Svizzera la vigilanza sul SIC da parte degli organi politici avviene a quattro livelli. Lo stato maggiore del Dipartimento federale della difesa (subordinato direttamente al direttore del dipartimento e ministro della difesa) verifica regolarmente l'aspetto legale delle attività dei Servizi, valuta anche l'efficacia e l'opportunità delle attività di intelligence. L'Amministrazione federale istituisce invece due gruppi di controllo sul SIC: uno per l'esplorazione radio (ICI: Istanza di controllo indipendente per l'esplorazione radio permanente), l'altro per il controllo delle finanze (in che modo i Servizi utilizzano i fondi a loro disposizione). Una supervisione sulle attività del SIC è esercitata anche dal Consiglio federale dal quale proviene l'eventuale approvazione a collaborare con i Servizi dei Paesi stranieri. Il principale organo di controllo sui Servizio delle attività informative è però il Parlamento svizzero, in particolare attraverso la Delegazione delle Commissioni della Gestione (DCG).

### Bilancio, pubblicazioni e collaborazioni
Presso il Servizio delle attività informative lavorano circa 110 collaboratori. Il budget annuo per il 2011 è fissato a 57,2 milioni di franchi.
Annualmente il Servizio delle attività informative della Confederazione pubblica – nelle tre lingue ufficiali della Confederazione (tedesco, francese e italiano) – un rapporto sulle sue attività. Oltre ai rapporti annuali, il Servizio pubblica opuscoli ad hoc, rivolti alla cittadinanza o alle aziende elvetiche. Tutta la documentazione è inoltre disponibile in rete: sul sito del Dipartimento federale della difesa (nelle tre lingue ufficiali e in inglese) e sul sito dell'Assemblea federale, dove vengono riportati i lavori delle Commissioni (anche in questo caso nelle tre lingue ufficiali del Paese).
Il Servizio informazioni si avvale della collaborazione del Center for Security Studies del Politecnico federale di Zurigo (CSS ETHZ), fondato nel 1986. Questo pubblica regolarmente analisi indipendenti sulla situazione geopolitica europea. L'area di interesse del CSS, attualmente diretto da A. Wenger, va dalle relazioni internazionali alla politica di sicurezza svizzera, ai progetti di collaborazione fra la Svizzera e i suoi partner internazionali. I Rapporti del CSS (in tedesco o in inglese) sono disponibili sul sito dell'Istituto.

### Annotazioni

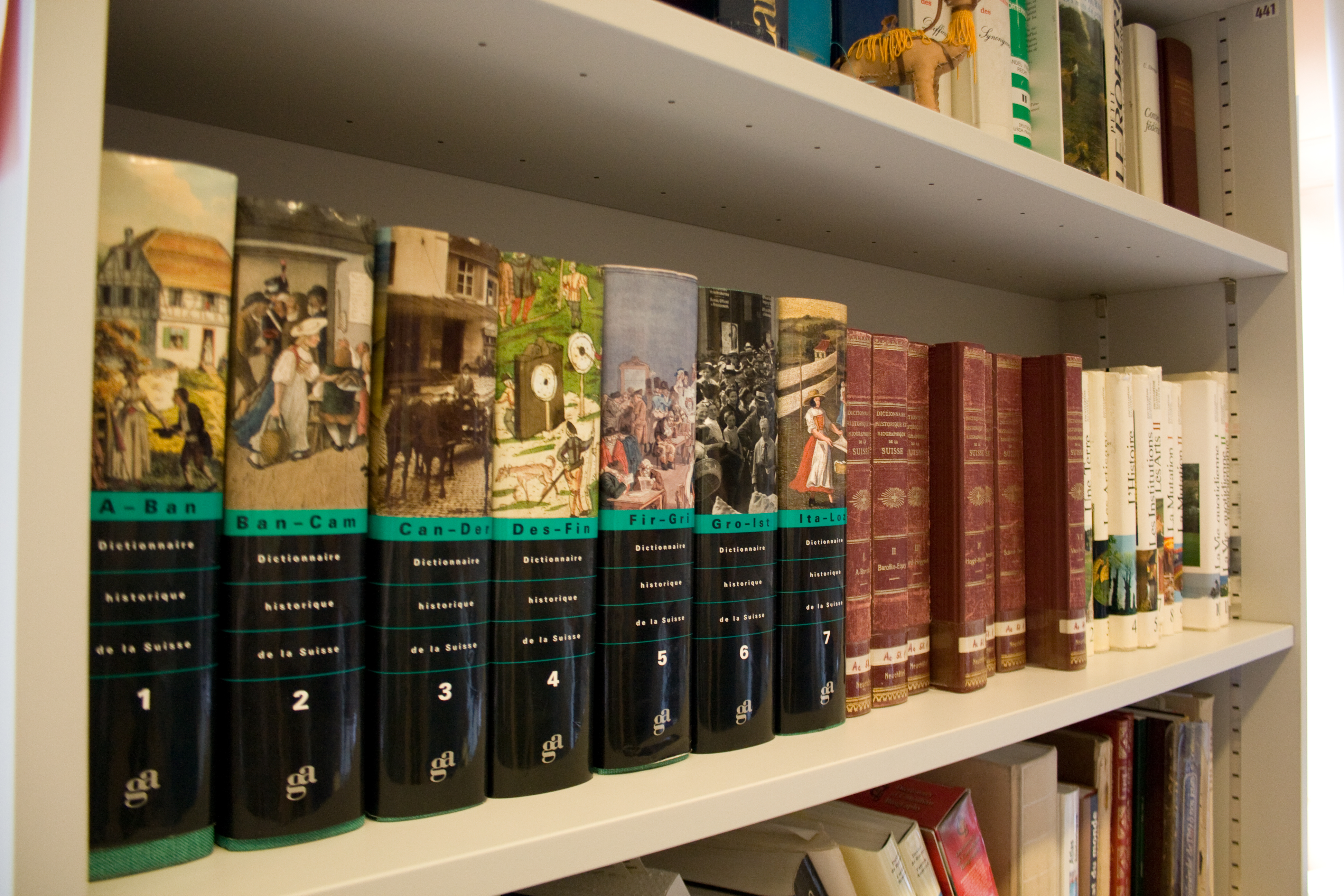
Le voci dell'e-DSS utilizzate in questa pagina sono disponibili anche nella sua edizione cartacea (ISBN 88-8281-100-X)

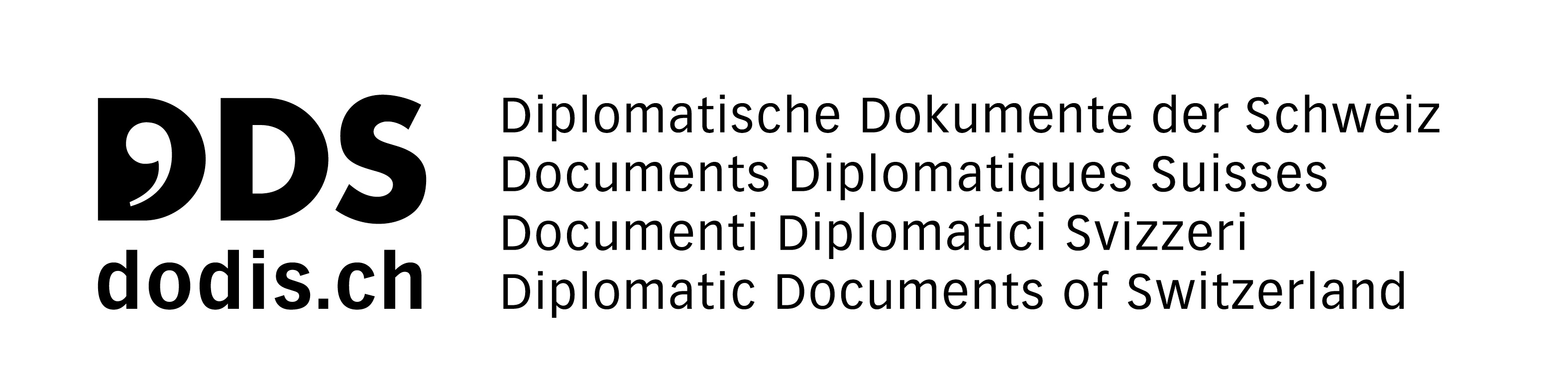
...mentre i Documenti diplomatici svizzeri, oltre che in formato cartaceo, possono essere consultati anche in rete → [https://www.dodis.ch/it dodis.ch

1. ↑  Su proposta del parlamento, nel 2000 il Consiglio federale ha nominato una commissione (PNR 42+) con il compito di far luce sui rapporti economici fra la Svizzera e il Sudafrica (in particolare tra il 1963 e il 1994). Nonostante la chiusura degli archivi nel 2003, un primo rapporto è stato pubblicato nel 2005. (→  Sudafrica, in Dizionario storico della Svizzera. e interrogazione parlamentare di Pia Hollenstein al Consiglio federale: mozione 05.3764).
2. ↑  Fotografia di un pannello installato nei pressi del ponte sul Reno a Rüdlingen (Canton Sciaffusa). La didascalia dell'immagine (in tedesco) comunica: Mappa dello stato maggiore russo. L'ultima mappa dello stato maggiore russo con i principali punti militari di attraversamento del Reno di Rüdlingen è stata stampata nell'aprile del 1988. Meno di due anni prima del collasso del blocco orientale. Con l'alfabeto cirillico sono indicati i nomi delle località di Berg am Irchel, Flaach e Rüdlingen, ma anche quelli regionali come Ebersberg. Accanto al ponte figura come descrizione il codice per i ponti, secondo i piani sovietici di aggressione, per i comandanti delle divisioni di carri. Nel riquadro rosso sono infatti indicate la lunghezza del ponte (110 m), la sua larghezza (5 m) e la sua portata (30 t).
3. ↑  Guidato dal brigadiere J.P. Gaudin, il Servizio informazioni militare (SIM) si occupa della gestione delle informazioni necessarie all'Esercito svizzero e al Dipartimento federale della difesa (dall'evoluzione della situazione negli eserciti stranieri a fenomeni violenti interni alla Confederazione). È inoltre responsabile della stesura del materiale didattico, di carte topografiche, rapporti e analisi per lo stato maggiore generale, occupandosi anche dell'istruzione militare (→ DDPS/SIM Archiviato il 1º agosto 2012 in Internet Archive.). Le attività del SIM sono disciplinate dall'Ordinanza federale sul Servizio informazioni dell'esercito (O-SIEs) del 4 dicembre 2009 (→ O-SIEs).
4. ↑  Le spese per l'aiuto pubblico allo sviluppo sono così aumentate dallo 0,04% del PIL svizzero nel 1960 allo 0,41% del 2010, moltiplicandosi per dieci in cinquant'anni (→ Direzione dello sviluppo e della cooperazione, Statistiques 2010, pp 4-5); mentre le spese militari si sono dimezzate in vent'anni, passando dall'1,75% del PIL svizzero nel 1990 allo 0,83% del PIL nel 2010 (→ Banca Mondiale, Public Data, → Lista dei paesi per spesa militare).

### Riferimenti
1. ↑   Comunicato stampa, su vbs.admin.ch, DDPS. URL consultato il 1º febbraio 2012 (archiviato dall'url originale il 18 giugno 2015).
2. 1 2   Il Dipartimento in cifre, su vbs.admin.ch, DDPS. URL consultato il 1º febbraio 2012 (archiviato dall'url originale l'11 gennaio 2012).
3. 1 2  Opuscolo Srs 2004, p. 30
4. 1 2   Servizio delle attività informative della Confederazione, su vbs.admin.ch, DDPS. URL consultato il 1º febbraio 2012 (archiviato dall'url originale il 2 dicembre 2008).
5. ↑   DDPS, pagina iniziale, su vbs.admin.ch, DDPS. URL consultato il 3 agosto 2016 (archiviato dall'url originale il 5 agosto 2016).
6. ↑  (DE) Flieger Flab Museum, su airforcecenter.ch, Museo dell'aviazione di Dübendorf. URL consultato il 1º febbraio 2012 (archiviato dall'url originale il 3 aprile 2012).
7. 1 2  Opuscolo Srs 2004, p. 6
8. 1 2 3 4 5 6 7 8 9 10 11   Servizio informazioni, in Dizionario storico della Svizzera.
9. 1 2  (EN) Cryptography collection of the Swiss Army headquarters, su commons.wikimedia.org, Wikimedia Commons. URL consultato il 1º febbraio 2012.
10. ↑  Opuscolo Srs 2004, p. 34
11. ↑  Binaghi e Sala 2008, p. 138
12. ↑  Binaghi e Sala 2008, p. 139
13. ↑   Affare dei colonnelli, in Dizionario storico della Svizzera.
14. ↑  Binaghi e Sala 2008, p. 193
15. 1 2  Braunschweig 2004, p. 34
16. ↑   Gustave Combe, in Dizionario storico della Svizzera.
17. ↑   Charles Dubois, in Dizionario storico della Svizzera.
18. 1 2 3   Hans Hausamann, in Dizionario storico della Svizzera.
19. ↑  Rossé 2006, pp. 63-64
20. ↑  De Santis 2001, p. 71
21. 1 2  Kreis 1999, p. 107
22. 1 2  Kreis 1999, p. 106
23. ↑  Braunschweig 2004, pp. 34-35
24. ↑  Rossé 2006, p. 50
25. 1 2 3   Roger Masson, in Dizionario storico della Svizzera.
26. ↑  Kreis 1999, p. 85
27. ↑  Braunschweig 2004, pp. 121 ss
28. ↑  De Santis 2001, pp. 18-19
29. ↑  Sullivan e Weierud 1999, pp. 310-328
30. ↑   Henri Guisan, in Dizionario storico della Svizzera.
31. 1 2 3  Rossé 2006, p. 40
32. ↑  Rossé 2006, p. 41
33. ↑   Guido Bustelli, in Dizionario storico della Svizzera.
34. 1 2  Rossé 2006, p. 42
35. ↑  Halbroock 2002, p. 135
36. ↑   Accordo di Washington, su eda.admin.ch, DFAE. URL consultato il 1º febbraio 2012.
37. ↑  Documenti diplomatici svizzeri, pp. 225-228 e 233-234
38. ↑   Rapporto del 18 agosto 2003 (PDF), su parlament.ch, Delegazione delle Commissioni della gestione delle Camere federali (DCG). URL consultato il 1º febbraio 2012.
39. ↑  Kreis 2007, pp. 488-491
40. ↑  Halbroock 2002, pp. 249 ss
41. ↑  (DE) Der Spion, der aus den Alpen kam, in Tages Anzeiger, 21 aprile 2011. URL consultato il 1º febbraio 2012.
42. ↑  Opuscolo Srs 2004, p. 35
43. ↑  Rapporto sulla protezione dello Stato (2000), pp. 92 ss
44. ↑  Rapporto CSS, pp. 11 ss
45. ↑   Riunione del “Club de Berne” in Svizzera, su ejpd.admin.ch, DDPS. URL consultato il 1º febbraio 2012 (archiviato dall'url originale il 4 dicembre 2011).
46. ↑  (EN) EU commission keen to set up new counter-terrorism office, in Euobserver, 31 marzo 2011. URL consultato il 1º febbraio 2012.
47. ↑  (DE) Neuer Geheimdienstchef heisst Markus Seiler, in Tages Anzeiger, 1º aprile 2009. URL consultato il 1º febbraio 2012.
48. ↑  (DE) Schweizer Nachrichtendienst hält al-Kaida für geschwächt, in Neue Zürcher Zeitung, 2 maggio 2011. URL consultato il 1º febbraio 2012.
49. ↑   Disarmo e non proliferazione, su eda.admin.ch, DFAE. URL consultato il 1º febbraio 2012.
50. ↑  Prophylax, p. 6
51. 1 2 3 4 5  Prophylax, pp. 16-25
52. ↑  (DE) Das Paul Scherrer Institut in Kürze, su psi.ch, Paul Scherrer Institut. URL consultato il 1º febbraio 2012.
53. ↑  (EN) Science and innovation: country notes (2008) (PDF), su oecd.org, OCSE, p.183. URL consultato il 1º febbraio 2012.
54. ↑  La Sicurezza della Svizzera (2009), p. 78
55. ↑  Prophylax, pp. 16 ss
56. 1 2 3 4  (FR) Rapporto del 10 novembre 2003 (PDF), su admin.ch, Delegazione delle Commissioni della gestione delle Camere federali (DCG). URL consultato il 1º febbraio 2012.
57. ↑  La Sicurezza della Svizzera (2009), pp. 20, 39, 45, 52
58. ↑   Servizio SCPT, su isc-ejpd.admin.ch, Centro Servizi Informatici (DFGP). URL consultato il 1º febbraio 2012.
59. ↑   Legge federale sulla sorveglianza della corrispondenza postale e del traffico delle telecomunicazioni, su admin.ch, Autorità federali. URL consultato il 1º febbraio 2012.
60. ↑  La Sicurezza della Svizzera (2009), pp. 40-45
61. ↑  La Sicurezza della Svizzera (2009), pp. 46-51
62. ↑  La Sicurezza della Svizzera (2009), pp. 52-57
63. ↑  (EN) Updated list of terrorist organisations and persons linked to terrorist activities (18 maggio 2004) (PDF), su ue.eu.int, Consiglio dell'Unione europea, pp. 17-18. URL consultato il 1º febbraio 2012 (archiviato dall'url originale il 23 dicembre 2005).
64. ↑  La Sicurezza della Svizzera (2009), pp. 59-69
65. ↑  La Sicurezza della Svizzera (2009), pp. 29-37
66. ↑  La Sicurezza della Svizzera (2009), p. 29
67. ↑  (DE) Sicherheitsvorkehrungen, su kkg.ch, Sito ufficiale della centrale nucleare di Gösgen. URL consultato il 1º febbraio 2012.
68. ↑  Fukuyama 1992, p. 70
69. ↑  Gerotto 2011, pp. 55 ss
70. ↑  Fahrni 1994, pp. 123 ss
71. ↑  De Rougemont 1998, pp. 287 ss
72. ↑   La crisi tra Svizzera e Libia s'allarga all'Europa [collegamento interrotto], in Swissinfo, 17 febbraio 2010. URL consultato il 1º febbraio 2012.
73. ↑  La Sicurezza della Svizzera (2010), p. 79
74. ↑   Lo stress test dell'UE conferma la sicurezza delle centrali nucleari svizzere, su uvek.admin.ch, DATEC. URL consultato il 1º febbraio 2012 (archiviato dall'url originale l'11 febbraio 2012).
75. ↑  La Sicurezza della Svizzera (2010), p. 82
76. ↑   MELANI, su melani.admin.ch, Amministrazione federale. URL consultato il 1º febbraio 2012 (archiviato dall'url originale il 19 novembre 2011).
77. 1 2  Rapporto CSS, p. 12
78. ↑  Opuscolo Srs 2004, p. 29
79. ↑  Opuscolo Srs 2004, p. 37
80. ↑  Opuscolo Srs 2004, p. 14
81. ↑   Legge federale sul servizio informazioni civile, su admin.ch, Autorità federali. URL consultato il 1º febbraio 2012.
82. ↑  LSIC 121
83. ↑   Legge federale sulle misure per la salvaguardia della sicurezza interna, su admin.ch, Autorità federali. URL consultato il 1º febbraio 2012.
84. 1 2 3   Ordinanza concernente la guerra elettronica, su admin.ch, Autorità federali. URL consultato il 1º febbraio 2012.
85. ↑  La Sicurezza della Svizzera (2009), p. 95
86. ↑  (DE) Neuer Geheimdienstchef heisst Markus Seiler, in Tages Anzeiger, 1º aprile 2009. URL consultato il 1º febbraio 2012.
87. ↑   CSS, pagina iniziale, su css.ethz.ch, CSS ETH Zurich. URL consultato il 1º febbraio 2012 (archiviato dall'url originale il 9 ottobre 2011).
88. ↑   Publikationen, su css.ethz.ch, CSS ETH Zurich. URL consultato il 1º febbraio 2012 (archiviato dall'url originale il 9 ottobre 2011).

Abbreviazioni utilizzate:
- AELS: Associazione europea di libero scambio
- CERN: Organizzazione Europea per la Ricerca Nucleare
- CIA: Central Intelligence Agency
- CSS: Center for Security Studies
- DATEC: Dipartimento federale dell'ambiente, dei trasporti, dell'energia e delle comunicazioni
- DCG: Delegazione delle commissioni della gestione
- DDPS: Dipartimento federale della difesa, della protezione della popolazione e dello sport
- DFAE: Dipartimento federale degli affari esteri
- DFGP: Dipartimento federale di giustizia e polizia
- DSS: Dizionario storico della Svizzera
- ENISA: Agenzia europea per la sicurezza delle reti e dell'informazione
- ETH (Z): Eidgenössische Technische Hochschule (Zürich)
- GRU: Glavnoe razvedyvatel'noe upravlenie
- LMSI: Legge federale sulle misure per la salvaguardia della sicurezza interna
- LSCPT: Legge federale sulla sorveglianza
- LSIC: Legge federale sul servizio informazioni civile
- MI6: Military Intelligence, Sezione 6
- NDB: Nachrichtendienst des Bundes
- OCSE: Organizzazione per la cooperazione e lo sviluppo economico
- OGEL: Ordinanza concernete la guerra elettronica
- O-SIEs: Ordinanza federale sul Servizio informazioni dell'esercito
- OSS: Office of Strategic Services
- P-27: Projekt 27
- PIL: Prodotto interno lordo
- RS: Raccolta sistematica (della legislazione elvetica)
- SAP: Servizio di analisi e prevenzioni
- SCPT: Sorveglianza della corrispondenza postale e del traffico delle telecomunicazioni
- SD: Sicherheitsdienst
- SECO: Segretariato di Stato dell'economia
- SIC: Servizio informazioni civile
- SIM: Servizio Informazioni Militare
- SIS: Servizio di informazioni strategico
- SRC: Services de renseignement de la Confédération
- UE: Unione europea